# Oligia scriptonova
Oligia scriptonova is een vlinder uit de familie uilen (Noctuidae). De wetenschappelijke naam van deze soort is voor het eerst geldig gepubliceerd in 1976 door Berio.
De soort komt voor in tropisch Afrika.